# Chip Reese
David Edward "Chip" Reese, född 28 mars 1951 i Centerville, Ohio, död 4 december 2007 i Las Vegas, Nevada, var en amerikansk professionell pokerspelare. Han vann 2006 H.O.R.S.E.-turneringen i World Series of Poker. Han dog till följd av lunginflammation. Doyle Brunson kommenterade efter Reeses död att han var den bästa pokerspelaren som någonsin levt.

## World Series of Poker-armband
| År   | Turnering            | Vinst      |
| ---- | -------------------- | ---------- |
| 2006 | $50 000 H.O.R.S.E.   | $1 784 640 |
| 1982 | $5 000 Sjustöt limit | $92 500    |
| 1978 | $1 000 Sjustöt split | $19 200    |